# 산가우룽

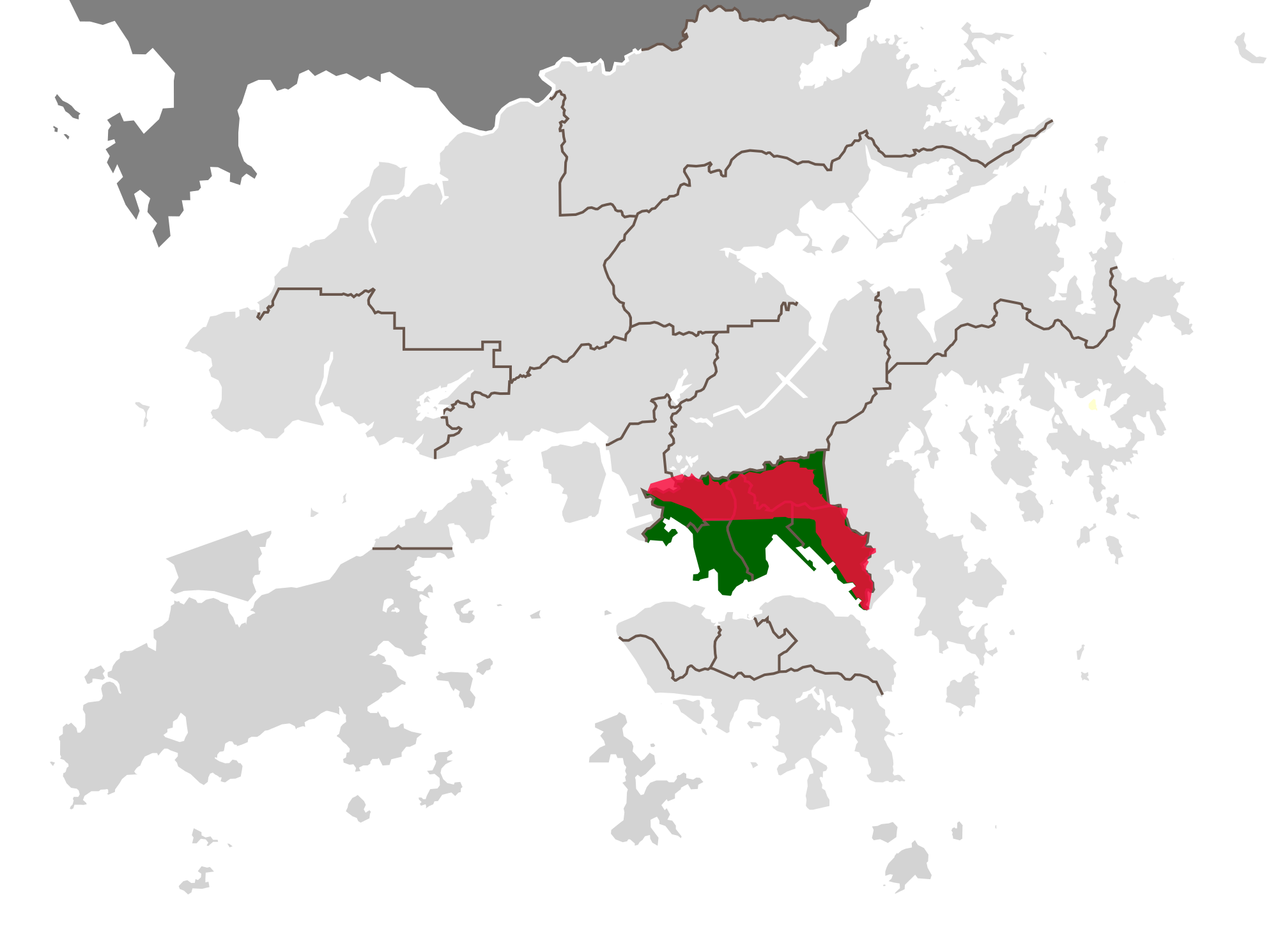
산가우룽(분홍색). 녹색은 현재의 가우룽 지역이다.

산가우룽(중국어 정체자: 新九龍, 병음: Xīn Jiǔlóng 신주룽[*], 광둥어: san1 gau2 lung4, 영어: New Kowloon)은 홍콩의 지역 가운데 하나로, 남쪽으로는 바운더리 거리, 북쪽으로는 사자산과 필가산, 대로산과 비아산에 둘러싸여 있으며 행정 구역상으로는 군통구, 웡다이신구 전역과 가우룽싱구, 삼서이보구 일부 지역에 속한다.
1898년 영국이 청나라로부터 이 지역을 99년 동안 조차한 이래 도시 개발 사업이 진행되었으며 1937년 신가우룽의 경계에 관한 법률이 제정되면서 산가우룽의 경계가 확정되었다. 이 법률에 따르면 신가우룽은 레이위에먼 남쪽과 메이푸산취엔 동쪽, 가우룽 서쪽에 위치한다고 정의하고 있다. 1997년 7월 1일 홍콩을 중화인민공화국에 의해 영국 식민지 지배권 행사가 종료되면서, 이와 함께 산가우룽도 동시에 반환되었다.

## 같이 보기
- 홍콩의 역사